# Robert De Niro
Robert De Niro (n. 17 august 1943, New York City, New York, SUA) este un actor, regizor și producător american, dublu câștigător al Premiului Oscar. Este considerat ca unul dintre cei mai mari și mai influenți actori din toate timpurile având la activ roluri în peste 90 de filme.
De Niro este recunoscut pentru portretizări de personaje angrenate în conflicte puternice,  personaje complexe, inadaptate, dar și pentru colaborarea sa de durată cu regizorul Martin Scorsese. Este cel mai cunoscut pentru rolul tânărului Vito Corleone în Nașul: Partea II; taximetristul Travis Bickle în Taxi Driver; boxerul Jake LaMotta în Raging Bull; gangsterul Jimmy Conway în Băieți buni; directorul de cazinou Sam „Ace” Rothstein în Casino; Al Capone în Incoruptibilii; fostul pușcăriaș dornic de răzbunare Max Cady în Promontoriul groazei; Noodles în A fost odată în America; Michael Vronsky în Vânătorul de cerbi și mai recent ca Neil McCauley în Heat în regia lui Michael Mann.

## Primii ani
De Niro s-a născut în New York, fiul pictoriței Virginia Admiral și al lui Robert De Niro Sr., un pictor abstract expresionist și de asemenea sculptor. Tatăl lui De Niro avea rădăcini italiene și irlandeze, iar mama sa era o atee presbiteriană cu origini germane, franceze și olandeze. Bunicii lui italieni Giovanni De Niro și Angelina Mercurio au emigrat din Ferrazzano în provincia Campobasso, Molise, iar bunica din partea tatălui, Hellen O'Reilly, era nepoata lui Edward O'Reilly, un emigrant din Irlanda. De Niro a spus că se identifică mai mult cu originile sale italiene decât cu celelalte.
Părinții lui De Niro, care s-au întâlnit la cursurile de pictură ale lui Hans Hofmann în Provincetown, Massachusets, au divorțat când el avea doi ani. De Niro a crescut în zona „Mica Italie” din Manhattan.
În copilărie De Niro a primit porecla „Bobby Milk”. De Niro a frecventat mai întâi „Little Red School House”, iar apoi a fost înscris de către mama sa la „Liceul de Artă și Muzică Fiorello H. LaGuardia”, la care se prezenta și colegul din Godfather II, Al Pacino. A renunțat la vârsta de 13 ani pentru a se alătura unei găști din „Mica Italie”. De Niro a studiat apoi la Conservatorul „Stella Adler” dar și la "Actor's Studio" sub îndrumarea lui Lee Strasberg, ceea ce s-a dovedit a fi un mare avantaj pentru cariera sa.

## Începutul carierei
Primul rol al lui De Niro și prima colaborare cu Brian De Palma s-a materializat în 1963, la vârsta de 20 de ani, când a apărut în The Wedding Party; cu toate acestea, filmul nu a fost lansat decât în 1969. De Niro și-a petrecut mare parte a anilor '60 lucrând în teatru și în producții „off Broadway”. A avut un rol de figurant în filmul francez Three Rooms în Manhattan (1965) și și-a făcut debutul oficial colaborând din nou cu Brian De Palma în Greetings (1968). Mai târziu și-a continuat rolul din Greetings în Hi, Mom (1970).

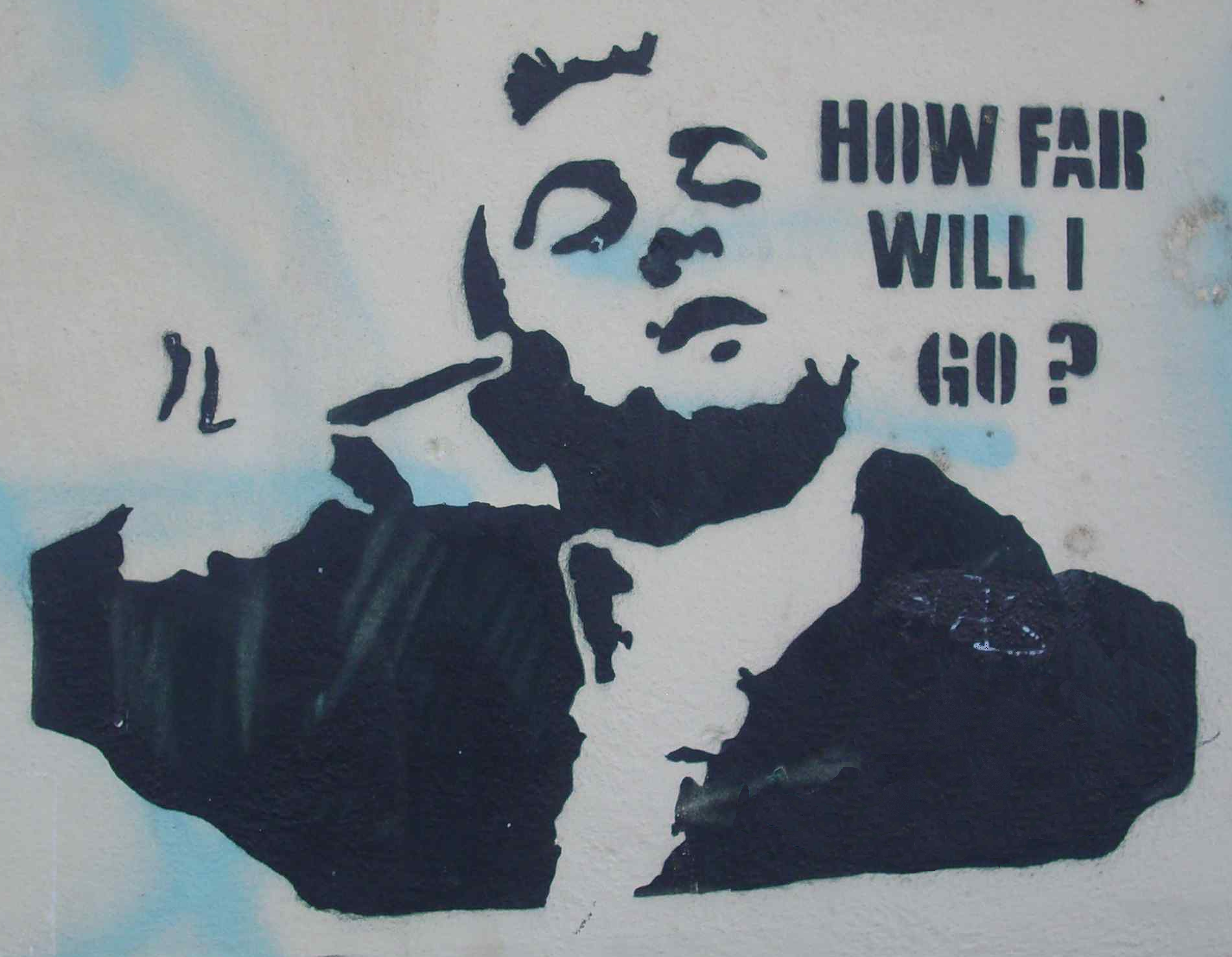
Travis Bickle

A atras atenția cu rolul unui jucător de basebal în Bang The Drum Slowly (1973). În același an a început colaborarea de mare succes cu regizorul Martin Scorsese, când a interpretat rolul unui tânăr dintr-o mahala, „Johnny Boy”, alături de „Charlie”, interpretat de Harvey Keitel in Mean Streets (1973). În 1974 De Niro a interpretat un rol mult mai important in filmul lui Francis Ford Coppola, The Godfather Part II, unde îl joacă pe tânărul Don Vito Corleone, după ce în prealabil dăduse probe pentru rolurile lui Sonny Corleone, Michael Corleone, Carlo Rizzi și Paulie Gatto la primul film. Prestația sa i-a adus primul premiu Oscar pentru „Cel Mai Bun Actor Într-un Rol Secundar” cu toate că cel care a acceptat premiul a fost Coppola, întrucât De Niro nu s-a aflat la ceremonia de decernare a premiilor. A devenit primul actor câștigător al premiului Oscar care să vorbească într-o limbă străină pe aproape tot parcursul filmului, în mare parte dialecte siciliene (a rostit și câteva fraze în limba engleză).
După ce a lucrat cu Scorsese la „Mean Streets”, relația sa cu regizorul s-a dezvoltat, dând naștere unor pelicule cum ar fi: Taxi Driver (1976), „New York, New York” (1977), Raging Bull (1980), „Regele comediei” (1983), Goodfellas (1990), „Cape Fear” (1991) și Casino (1995). De asemenea, cei doi au jucat împreună în „Guilty by Suspicion” și și-au împrumutat vocile pentru filmul de animație „Shark Tale”.
În multe din filmele sale, De Niro interpretează roluri de sociopați. Taxi Driver reprezintă un moment de referință în cariera actorului. Prestația sa ca și Travis Bickle a devenit celebră datorită monologului improvizat de De Niro în timpul filmărilor: „You talkin' to me?”. În 1976, De Niro a apărut în filmul despre cel de-al Doilea Război Mondial, „Novecento” ("1900"), în regia lui Bernardo Bertolucci, în care războiul este văzut de către doi italieni, prieteni din copilărie, aparținând unor clase sociale diferite.
În 1978, De Niro a jucat rolul lui Michael Vronsky în filmul de succes despre Războiul din Vietnam, The Deer Hunter pentru care a fost nominalizat la Oscar pentru „Cel mai bun actor într-un rol principal”.

## Anii '80 și după
Cunoscut pentru perfecționismul său, De Niro s-a îngrășat cu 27 de kilograme și a învățat totul despre box pentru a-l portretiza pe Jake LaMotta în Raging Bull; și-a ascuțit dinții pentru rolul din „Cape Fear”; a locuit în Sicilia pentru The Godfather Part II; a lucrat ca taximetrist timp de trei luni pentru Taxi Driver, și a învățat să cânte la saxofon pentru „New York, New York”. De asemenea a pus kilograme considerabil pentru a-l interpreta pe Al Capone în „Incoruptibilii”.
Temându-se să nu fie cunoscut doar pentru rolurile de gangster, De Niro a început să apară în comedii la mijlocul anilor '80, în care a cunoscut un succes la fel de mare în filme precum „Brazil” (1985); comedia de acțiune Midnight Run (1988); „Showtime” (2002), unde îl are ca partener pe Eddie Murphy; „Analyze This” (1999) și „Analyze That” (2002), ambele alături de Billy Cristal, „Meet The Parents” (2000) și „Meet The Fockers” (2004).

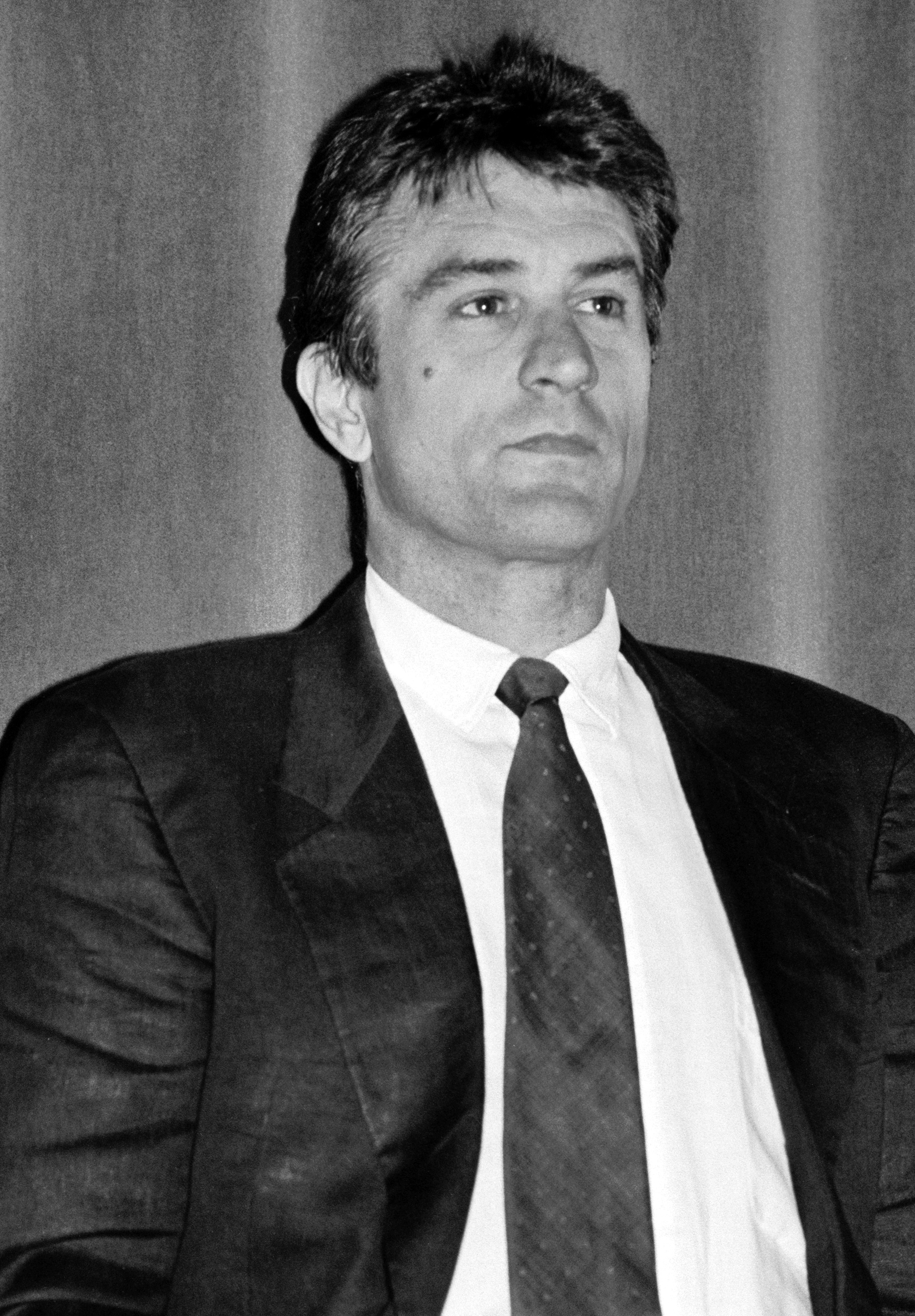
De Niro în 1988

Dintre alte filme în care a jucat, ar fi de amintit: Când te îndrăgostești (1984); „The Mission” (1986); „Angel Heart” (1987); „Awakenings” (1990), alături de Robin Williams, unde De Niro interpretează rolul unui pacient aflat în comă, readus la viață cu ajutorul medicamentelor; „Heat” (1995), unde interpretează a doua oară alături de Al Pacino; „The Fan” (1996), unde joacă alături de Wesley Snipes și are rolul unui admirator fanatic al baseballului, „Înscenarea” (1997) și „Ronin” (1998). În 1997 s-a alăturat din nou lui Harvey Keitel și Ray Liotta pentru filmul „Cop Land” al cărui actor principal este Sylvester Stallone.
În 1993 a jucat de asemenea în „This Boy' s Life”", alături de foarte tinerii actori Leonardo DiCaprio și Tobey Maguire. Tot în acea perioadă i s-a oferit rolul unui asasin psihopat în In The Line of Fire, în care ar fi urmat să-l aibă ca partener pe Clint Eastwood, însă De Niro a refuzat rolul în favoarea lui John Malkovich, care a primit o nominalizare la Oscar.
În 1995 De Niro a jucat în thrillerul lui Michael Mann, „Heat”, alături de Al Pacino. Cei doi au atras atenția fanilor, fiind cunoscut faptul că ambii au fost comparați mereu de-a lungul timpului. Cu toate că De Niro și Pacino au jucat împreună și în The Godfather Part II, cei doi nu au nicio scenă împreuna. Pacino și De Niro au jucat din nou împreună în thrillerul „Righteous Kill”, unde au rolul unor polițiști aflați în căutarea unui criminal în serie, un film mult sub așteptări.
În 2004 De Niro și-a împrumutat vocea lui Don Lino, personaj din filmul de animație „Shark Tale”, unde a lucrat alături de Will Smith. Și-a continuat de asemenea rolul Jack Byrnes în „Meet The Fockers” și a apărut în „Stardust” în rolul unui pirat homosexual. Toate aceste filme au atins poziții înalte în Box Office însă nu au fost neapărat pe placul criticilor.
De Niro a refuzat un rol în The Departed din cauza programului său foarte încărcat cu realizarea filmului „The Good Shepherd”. De Niro a declarat: „Mi-ar fi plăcut. Aș fi dorit să pot juca, însă cu realizarea lui The Good Shepherd, pur și simplu nu am avut timpul necesar. Am încercat să mă gândesc la o variantă însă a fost imposibil”.
De Niro a regizat „The Good Shepherd” (2006), film în care a și jucat, alături de Matt Damon și Angelina Jolie. Filmul a constituit și o nouă colaborare cu Joe Pesci, cu care De Niro a lucrat și la Raging Bull, Goodfellas, „A Bronx Tale”, „Once Upon A Time in America” și Casino.
În iunie 2006, De Niro a declarat că lucrează cu Martin Scorsese la un nou proiect: „Încerc să lucrez... Eric Roth, cu mine și cu Marty lucrăm la un scenariu pe care încercăm să-l finalizăm”.
De Niro a câștigat două premii Oscar: Cel mai bun actor în rol secundar, pentru rolul din The Godfather Part II, și Cel mai bun actor în rol principal, pentru prestația sa din Raging Bull.

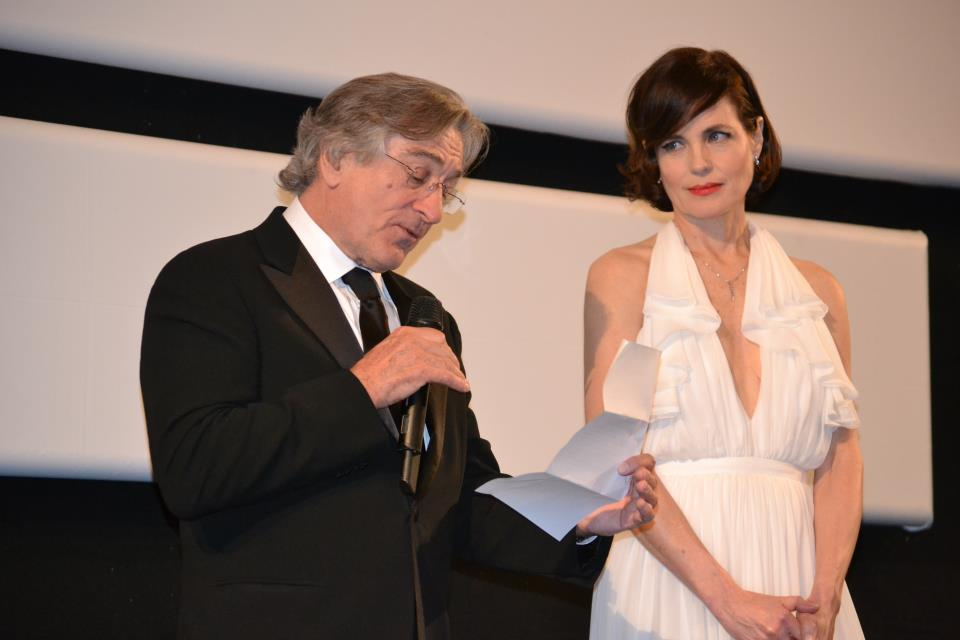
De Niro și Elizabeth McGovern la Festivalul de Film de la Cannes din 2012

De Niro și Marlon Brando sunt singurii actori care au câștigat premiul Oscar pentru interpretarea aceluiași personaj: Brando a câștigat jucându-l pe Don Vito Corleone la bătrânețe, în ultimii săi ani în The Godfather, în timp ce De Niro și-a adjudecat premiul pentru portretizarea tânărului Vito în The Godfather Part II. De Niro și Brando au jucat o singură dată împreună, în thrillerul cu buget redus „The Score” (2001), în care mai joacă și Edward Norton. De Niro dăduse, de fapt, audiții pentru rolul lui Sonny la primul The Godfather însă rolul i-a fost dat lui James Caan. Când The Godfather Part II se afla în pre-producție, regizorul Francis Ford Coppola și-a adus aminte de audițiile lui De Niro și i-a oferit acestuia rolul tânărului Vito Corleone. De Niro este una dintre cele doar cinci persoane care au câștigat premiul Oscar vorbind într-o limbă străină, întrucât în The Godfather Part II acesta vorbește mai mult în limba italiană cu foarte puține fraze în engleză.
De Niro joacă rolul unui mafiot în următoarea producție Paramount Pictures intitulată „Frankie Machine”. De asemenea a anunțat că va apărea în versiunea lui Martin Campbell a seriei BBC „Edge of Darkness”, alături de Mel Gibson. Cu toate acestea, De Niro a părăsit platourile de filmare la puțin timp după începerea filmărilor din cauza neînțelegerilor dintre el și ceilalți participanți la acest proiect. A fost înlocuit cu Ray Winstone. De Niro a apărut în Manuale d'amore 3 (2011). În 2011, De Niro a fost președintele juriului Festivalului de Film de la Cannes din 2011.
Pe 8 aprilie 2015, De Niro a dezvăluit că va juca rolul lui Enzo Ferrari, dar filmul nu a fost realizat.

## Cariera de regizor

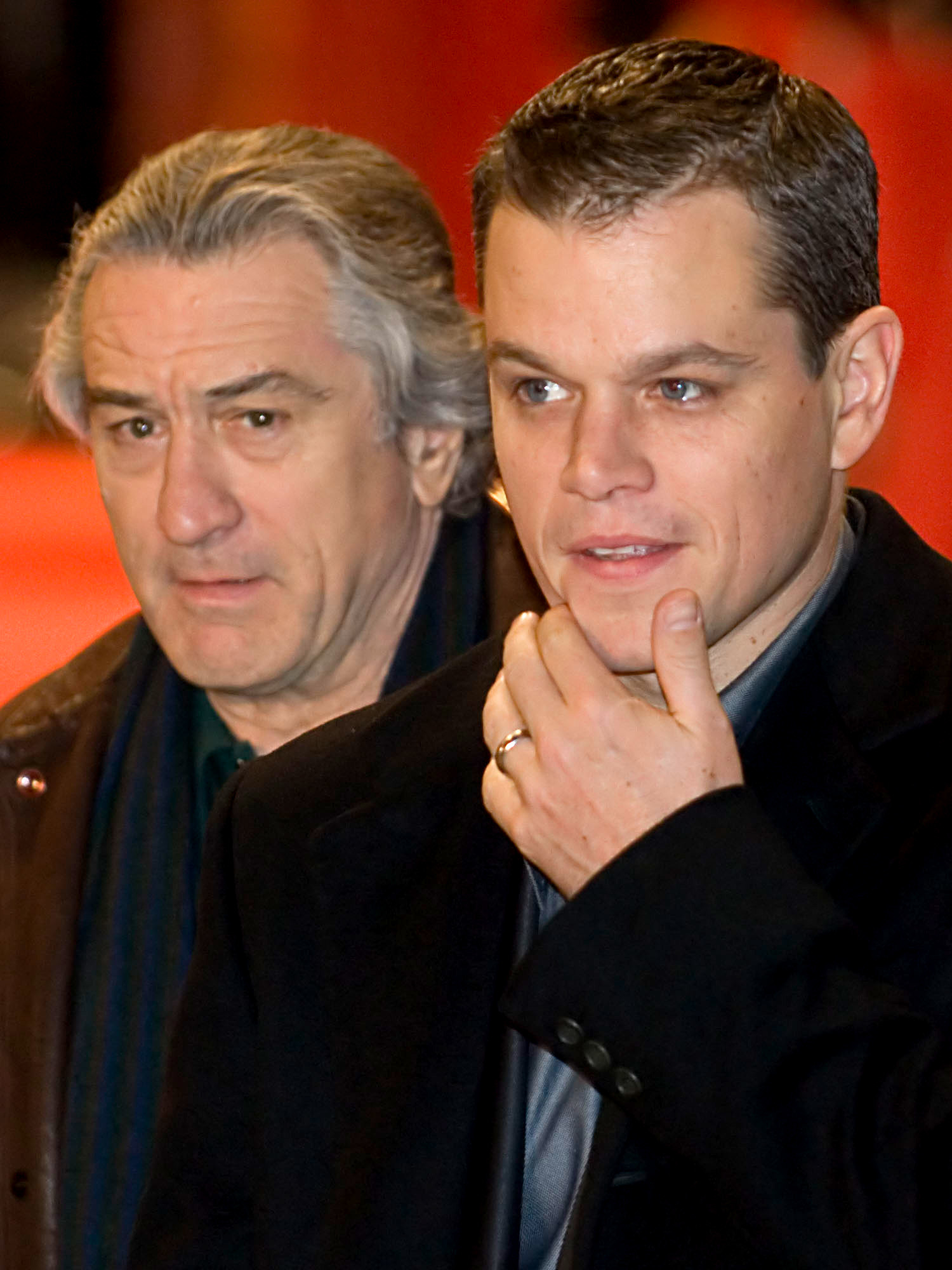
Robert De Niro și Matt Damon la premiera filmului The Good Shepherd

În 1993, De Niro și-a făcut debutul în regie cu pelicula „A Bronx Tale”. Filmul scris de Chazz Palminteri are la bază copilăria turbulentă a acestuia pe când locuia în Bronx. De Niro a acceptat să regizeze filmul după ce a văzut o piesă a lui Palminteri de pe Broadway. În film, De Niro este și actor, având rolul unui șofer de autobuz care se zbate să-și țină fiul departe de influența mafiotului Sonny, interpretat de Palminteri.
A doilea film regizat de el a apărut în 2006, „The Good Shepherd”, avându-i pe Matt Damon și Angelina Jolie în rolurile principale. „The Good Shepherd” arată originile CIA prin intermediul unui agent de vârf al acestei agenții din timpul celui de-al Doilea Război Mondial și în perioada Războiului Rece. De Niro are și un mic rol, acel al Generalului Bill Sullivan, cel care recrutează personajul lui Damon în CIA.

## Viața personală

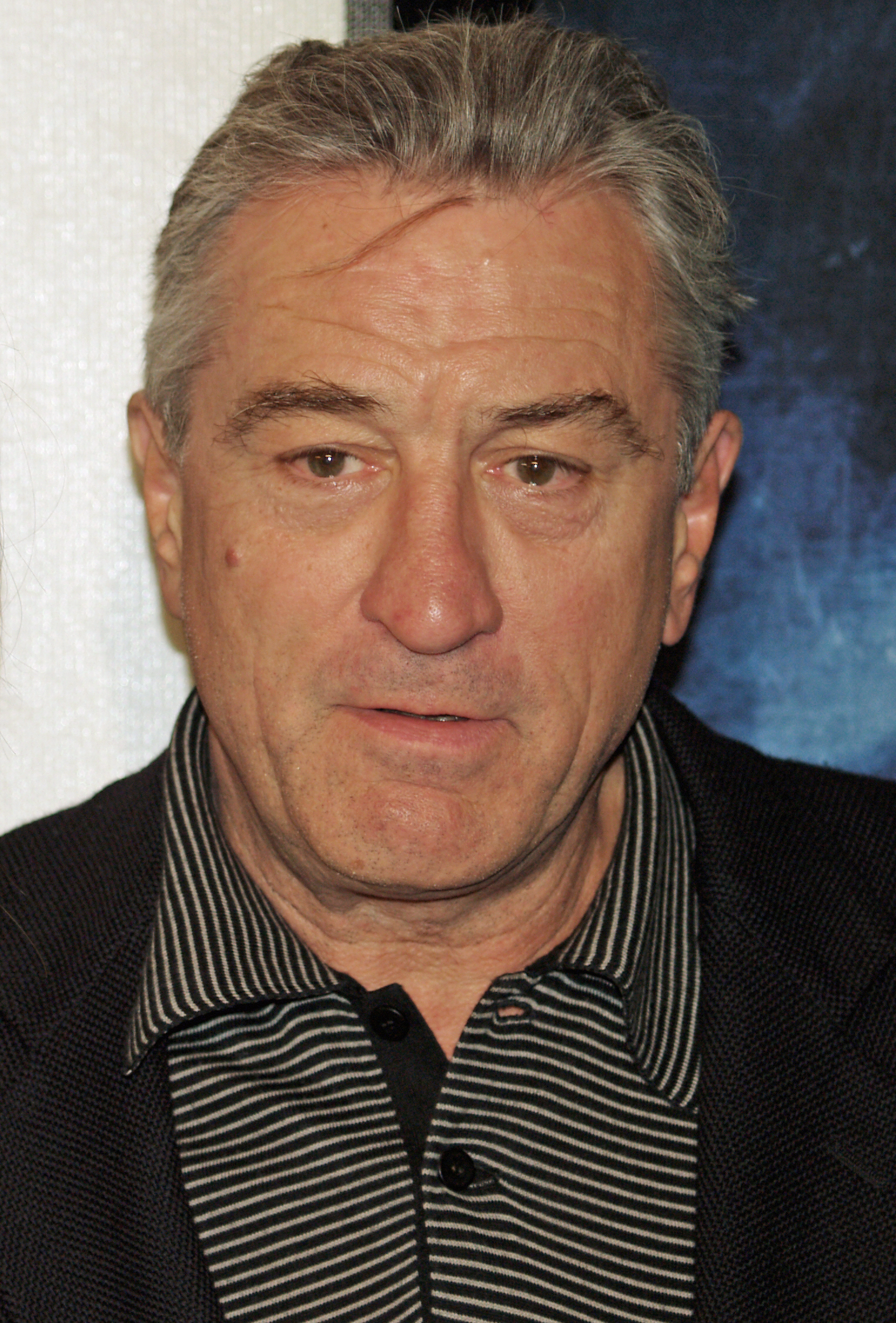
Robert De Niro în 2008

Din 1989, De Niro, care locuiește în New York și nu s-a stabilit niciodată în Los Angeles, a investit în cartierul TriBeCa din sudul Mahattan. El a fondat studiourile „TriBeCa Productions”, alături de Harvey Keitel; popularul festival de film „TriBeCa”; restaurantele „Nobu” și „TriBeCa Grill” pe care le deține alături de Paul Wallace și Stewart F. Lane, producător pe Broadway, precum și „The Greenwich Hotel”, situat în Tribeca, care se află față în față cu un alt restaurant deținut de el, „TriBeCa Grill”.
În 1997, De Niro s-a căsătorit cu cea de-a doua sa soție, Grace Hightower, la New York. Fiul lor Elliot s-a născut în 1998.
Pe lângă Elliot, De Niro mai are un fiu Raphael, fost actor provenit din mariajul cu Diahnne Abbott, cu care s-a căsătorit în 1976. A adoptat-o de asemenea pe Drena, fiica lui Abbott. De Niro are și doi fii gemeni, Julian Henry și Aaron Kendrick, dintr-o relație de durată cu fostul model Toukie Smith.
În februarie 1998, în timpul unor filmări în Franța, De Niro a fost interogat nouă ore de Poliția Franceză de un magistrat privind implicarea sa într-un scandal de prostituție. De Niro a negat orice implicare, declarând că nu a plătit pentru sex, „...și chiar dacă aș fi făcut-o nu ar fi fost o crimă”. Magistratul a vrut să vorbească cu el după ce i-a fost menționat numele de către una dintre prostituate. Într-un interviu acordat pentru ziarul francez Le Monde, De Niro a declarat: „Nu mă voi întoarce niciodată în Franța și îmi voi sfătui toți prietenii să nu o facă nici ei”.
În 2003, De Niro a fost diagnosticat cu cancer la prostată, fiind operat în decembrie 2003. Doctorii au spus că boala poate fi tratată deoarece a fost depistată devreme. Purtătorul de cuvânt Stan Rosenfield a declarat că: „Datorită depistării bolii într-un stadiu nu foarte avansat, dar și a condiției fizice foarte bune, doctorii se așteaptă la o recuperare completă”. Rosenfield a refuzat să dea alte detalii privind tratamentul lui De Niro. Tatăl lui De Niro, Robert De Niro, Sr. a murit în 1993 la vârsta de 71 de ani din cauza cancerului.

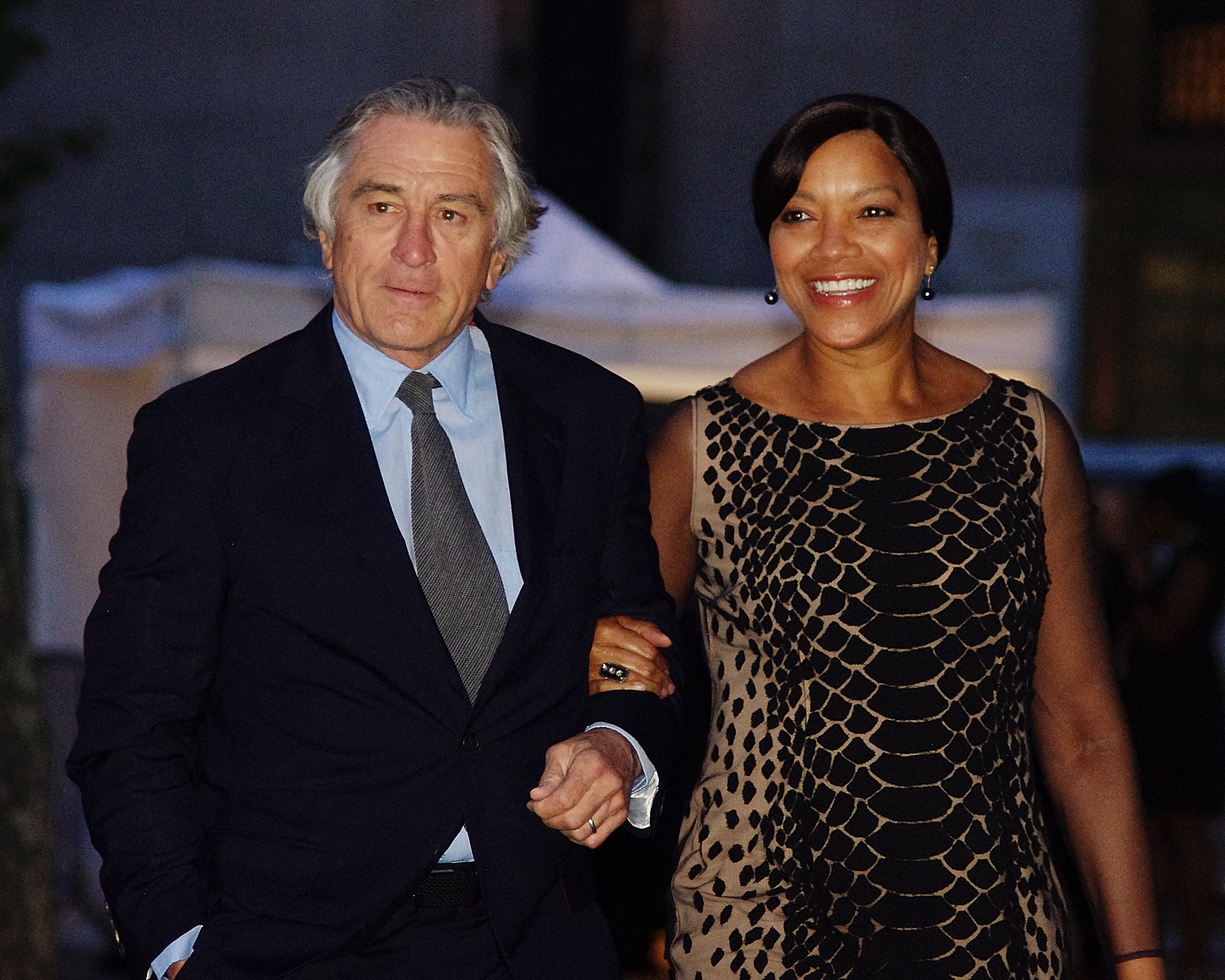
De Niro alături de soția sa, Grace Hightower, la Festivalul de Film de la Tribeca din 2012

S-a propus ca lui De Niro să îi fie acordat titlul de Cetățean de Onoare Italian la Festivalul de Film de la Veneția în septembrie 2004. Cu toate acestea, „Fiii Italiei” au depus împreună cu Silvio Berlusconi un protest, susținând că De Niro a afectat imaginea italienilor și a italo-americanilor prin numeroasele roluri ale sale în care aceștia sunt prezentați drept criminali. Ministrul Culturii, Giuliano Urbani, nu a luat în considerare protestul, iar ceremonia a fost reprogramată pentru octombrie în Roma. Controversele au apărut din nou când, în acea lună, De Niro a refuzat să apară de două ori la televiziunea națională italiană. Ulterior, De Niro a dat vina pe „serioase probleme de comunicare” care nu au fost „rezolvate corespunzător”, în final declarând : „Să jignesc pe cineva ar fi ultimul lucru pe care aș vrea să îl fac. Iubesc Italia”. Cetățenia i-a fost acordată pe 21 octombrie 2006 la finalul Festivalului de Film de la Roma.
De Niro este susținător al Partidului Democrat și l-a susținut pe Al Gore la alegerile prezidențiale din 2000. Documentarul „Fahrenheit 9/11” al regizorului Michael Moore include o secvență cu De Niro stând lângă Gore la un miting electoral. Moore îl numește „tipul ăla din Taxi Driver”. De Niro este de asemenea și narator al documentarului „9/11” despre atentatele de la 11 septembrie 2001 difuzat de CBS. În timpul promovării filmului „The Good Shepherd”, alături de Matt Damon în episodul de pe 8 decembrie al talk-showului „Hardball with Chris Matthews” la Universitatea „George Mason”, De Niro a fost întrebat pe cine ar prefera ca președinte al Statelor Unite. De Niro a răspuns: „Mă gândesc la două persoane: Hillary Clinton și Obama.”
Pe 2 martie 2009 De Niro a fost primul invitat oficial al showului „Late Night” cu Jimmy Fallon.

## Filmografie selectivă
| Titlul original                       | Titlul în română          | Rol                              | Regizor              | An   |
| ------------------------------------- | ------------------------- | -------------------------------- | -------------------- | ---- |
| Greetings                             | Felicitări                | Jon Rubin                        | Brian De Palma       | 1968 |
| Sam's Song                            | Cântecul lui Sam          | Sam                              | John Broderick       | 1969 |
| The Wedding Party                     | Petrecere de nuntă        | Cecil                            | Brian De Palma       | 1969 |
| Bloody Mama                           | Bloody Mama               | Lloyd Barker                     | Roger Corman         | 1970 |
| Hi, Mom!                              | Bună, mamă!               | Jon Rubin                        | Brian De Palma       | 1970 |
| Jennifer on my Mind                   | Cu gândul la Jennifer     | Mardigian                        | Noel Black           | 1971 |
| Born to Win                           | Născuți câștigători       | Ofițerul Danny                   | Ivan Passer          | 1971 |
| The Gang that Couldn't Shoot Straight | Banda de netoți           | Mario Trantino                   | James Goldstone      | 1971 |
| Bang The Drum Slowly                  | Bate toba încet           | Bruce Pearson                    | John D . Hancock     | 1973 |
| Mean Streets                          | Crimele din Mica Italie   | John "Johnny Boy" Civello        | Martin Scorsese      | 1973 |
| The Godfather Part II                 | Nașul Partea a II-a       | Vito Corleone                    | Francis Ford Coppola | 1974 |
| Taxi Driver                           | Șoferul de taxi           | Travis Bickle                    | Martin Scorsese      | 1976 |
| Novecento                             | 1900                      | Alfredo Berlinghieri             | Bernardo Bertolucci  | 1976 |
| The Last Tycoon                       | Ultimul magnat            | Monroe Star                      | Elia Kazan           | 1976 |
| New York, New York                    | New York, New York        | Jimmy Doyle                      | Martin Scorsese      | 1977 |
| The Deer Hunter                       | Vânătorul de cerbi        | Michael Vronsky                  | Michael Cimino       | 1978 |
| Raging Bull                           | Taurul furios             | Jake LaMotta                     | Martin Scorsese      | 1980 |
| True Confessions                      | Confesiuni sincere        | Monsignor Desmond "Des" Spellacy | Ulu Grosbard         | 1981 |
| The King of Comedy                    | Regele comediei           | Rupert Pupkin                    | Martin Scorsese      | 1983 |
| Once Upon A Time in America           | A fost odată în America   | David "Noodles" Aaronson         | Sergio Leone         | 1984 |
| Brazil                                | Brazil                    | Harry Tuttle                     | Terry Gilliam        | 1985 |
| The Mission                           | Misiunea                  | Rodrigo Mendoza                  | Roland Joffe         | 1986 |
| Angel Heart                           | Înger și demon            | Louis Cypher                     | Alan Parker          | 1987 |
| The Untouchables                      | Incoruptibilii            | Al Capone                        | Brian De Palma       | 1987 |
| Midnight Run                          | Cursa de la miezul nopții | Jack Walsh                       | Martin Brest         | 1988 |
| Jacknife                              | Jacknife                  | Joseph "Jacknife" Megessey       | David Jones          | 1989 |
| Goodfellas                            | Băieți buni               | Jimmy Conway                     | Martin Scorsese      | 1990 |
| Awakenings                            | Revenire la viață         | Leonard Lowe                     | Penny Marshall       | 1990 |
| Cape Fear                             | Promontoriul groazei      | Max Cady                         | Martin Scorsese      | 1991 |
| A Bronx Tale                          | Poveste din Bronx         | Lorenzo Anello                   | Robert De Niro       | 1993 |
| Mad Dog and Glory                     | O femeie drept răsplată   | Wayne "Mad Dog" Dobie            | John McNaughton      | 1993 |
| This Boy's Life                       | Viața lui Toby            | Dwight Hansen                    | Michael Caton-Jones  | 1993 |
| Mary Shelley's Frankenstein           | Frankenstein              | Creatura                         | Kenneth Branagh      | 1994 |
| Casino                                | Casino                    | Sam "Ace" Rothstein              | Martin Scorsese      | 1995 |
| Heat                                  | Obsesia                   | Neil McCauley                    | Michael Mann         | 1995 |
| The Fan                               | Un admirator fanatic      | Gilbert "Gil" Renard             | Tony Scott           | 1996 |
| Marvin' s Room                        | Camera lui Marvin         | Dr . Wally                       | Jerry Zaks           | 1996 |
| Wag the Dog                           | Înscenarea                |                                  | Barry Levinson       | 1997 |
| Ronin                                 | Ronin                     | Sam                              | John Frankenheimer   | 1998 |
| Great Expectations                    | Marile speranțe           | Arthur Lustig                    | Alfonso Cuarón       | 1998 |
| Analyze This                          | Cu nașu' la psihiatru     | Paul Vitti                       | Harold Ramis         | 1999 |
| Flawless                              | Doi oameni perfecți       | Walter Koontz                    | Joel Schumacher      | 1999 |
| Meet The Parents                      | Un socru de coșmar        | Jack Tiberius Byrnes             | Jay Roach            | 2000 |
| Analyze That                          | Nașul stresat             | Paul Vitti                       | Harold Ramis         | 2002 |
| Meet The Fockers                      | Doi cuscri de coșmar      | Jack Tiberius Byrnes             | Jay Roach            | 2004 |
| What Just Happened                    | Ce s-a întâmplat          | Ben                              | Barry Levinson       | 2008 |
| Everybody's Fine                      | Totul va fi bine          | Frank                            | Kirk Jones           | 2009 |
| Little Fockers                        | O familie de coșmar       | Jack Byrnes                      | Paul Weitz           | 2010 |
| Manuale d'amore 3                     | Manual de dragoste 3      | Adrian                           | Giovanni Veronesi    | 2011 |
| Silver Linings Playbook               | Scenariu pentru happy-end | Pat Solitano Sr.                 | David O. Russell     | 2012 |
| The War with Grandpa                  | Un tataie de coșmar       | Ed Marino                        | Tim Hill             | 2024 |

### Ca regizor
| Titlul original   | Titlul in romana  | Rol                     | Alte referințe                                                                   | An   |
| ----------------- | ----------------- | ----------------------- | -------------------------------------------------------------------------------- | ---- |
| A Bronx Tale      | Poveste din Bronx | Lorenzo Anello          | Premiul Sant Jordi - Cel mai Bun Actor Străin - Chazz Palminteri                 | 1993 |
| The Good Shepherd | Agenția secretă   | Generalul Bill Sullivan | "Ursul de Argint" la Festivalul de Film de la Berlin pentru întreaga distribuție | 2006 |

## Premii și nominalizări

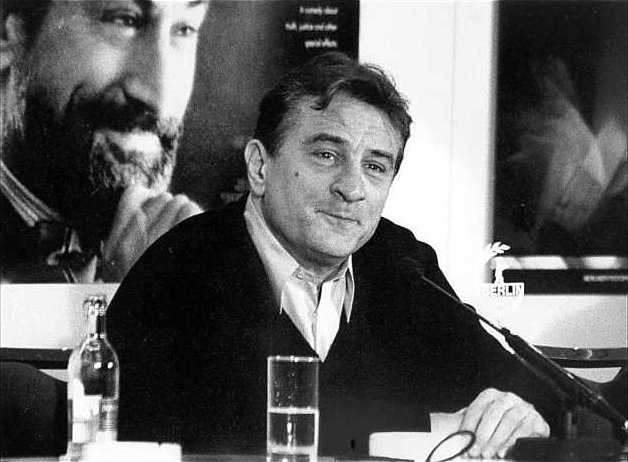
Robert De Niro la Festivalul Internațional de Film de la Berlin, 1998

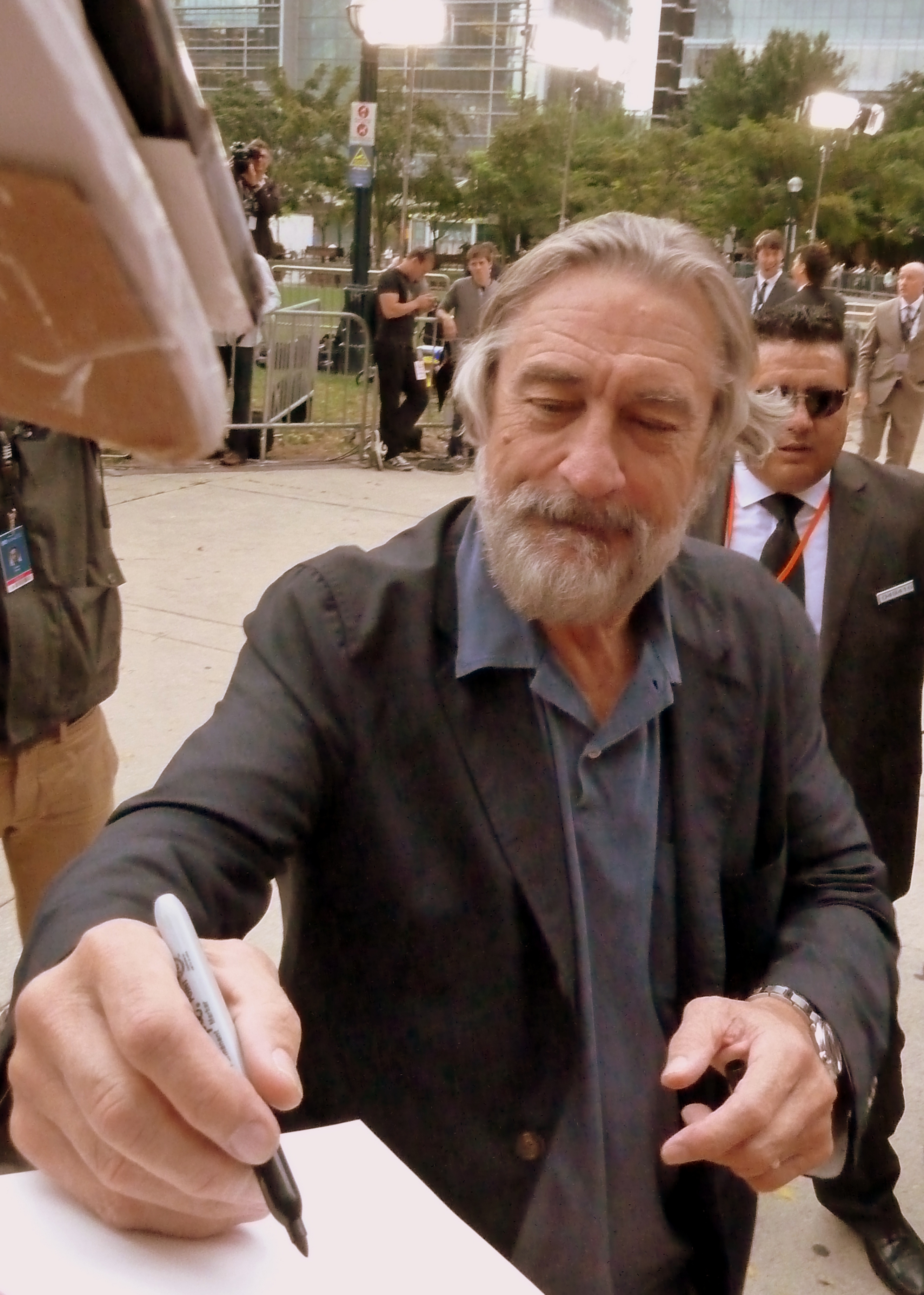
De Niro dând autografe la premiera filmului Silver Linings Playbook la Festivalul de la Toronto

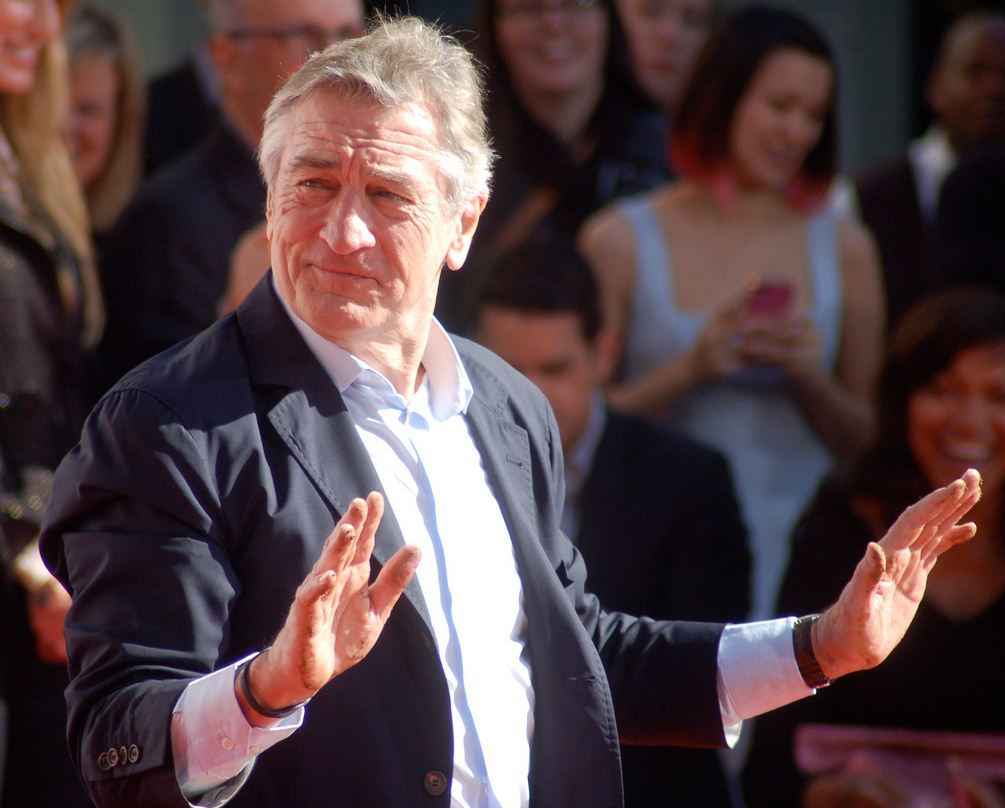
De Niro la ceremonia de a-și lăsa amprenta mâinilor și picioarelor în cimentul din fața TCL Chinese Theatre, în februarie 2013

### Oscar
| An   | Titlu                   | Categorie                              | Rezultat     |
| ---- | ----------------------- | -------------------------------------- | ------------ |
| 1974 | The Godfather Part II   | Cel mai bun actor într-un rol secundar | Câștigat     |
| 1976 | Taxi Driver             | Cel mai bun actor                      | Nominalizare |
| 1978 | The Deer Hunter         | Cel mai bun actor                      | Nominalizare |
| 1980 | Raging Bull             | Cel mai bun actor                      | Câștigat     |
| 1990 | Awakenings              | Cel mai bun actor                      | Nominalizare |
| 1991 | Cape Fear               | Cel mai bun actor                      | Nominalizare |
| 2012 | Silver Linings Playbook | Cel mai bun actor într-un rol secundar | Nominalizare |

### Globul de Aur
| An   | Titlu                   | Categorie                                     | Rezultat     |
| ---- | ----------------------- | --------------------------------------------- | ------------ |
| 1977 | Taxi Driver             | Cel mai bun actor într-o dramă                | Nominalizare |
| 1978 | New York, New York      | Cel mai bun actor într-un musical sau comedie | Nominalizare |
| 1979 | The Deer Hunter         | Cel mai bun actor într-o dramă                | Nominalizare |
| 1981 | Raging Bull             | Cel mai bun actor într-o dramă                | Câștigat     |
| 1989 | Midnight Run            | Cel mai bun actor într-un musical sau comedie | Nominalizare |
| 1992 | Cape Fear               | Cel mai bun actor într-o dramă                | Nominalizare |
| 2000 | Analyze This            | Cel mai bun actor într-un musical sau comedie | Nominalizare |
| 2001 | Meet the Parents        | Cel mai bun actor într-un musical sau comedie | Nominalizare |
| 2011 | Pentru întreaga carieră | Cecil B. DeMille Award                        | Câștigat     |

### BAFTA
| An   | Titlu                  | Categorie            | Rezultat     |
| ---- | ---------------------- | -------------------- | ------------ |
| 1976 | The Godfather: Part II | Cel mai bun debutant | Nominalizare |
| 1977 | Taxi Driver            | Cel mai bun actor    | Nominalizare |
| 1979 | The Deer Hunter        | Cel mai bun actor    | Nominalizare |
| 1980 | Raging Bull            | Cel mai bun actor    | Nominalizare |
| 1984 | The King of Comedy     | Cel mai bun actor    | Nominalizare |
| 1990 | Goodfellas             | Cel mai bun actor    | Nominalizare |

În 2025, în cadrul celei de-a 78-a ediții a Festivalului Internațional de Film de la Cannes, a fost recompensat cu premiul Palme d'Or onorific pentru întreaga sa carieră.